# José Aveiro
José Raúl Aveiro Lamas (Asunción, 18 luglio 1936 – Asunción, 19 ottobre 2024) è stato un calciatore paraguaiano, di ruolo attaccante.

## Caratteristiche tecniche
Ad inizio carriera era un attaccante dotato di buona tecnica individuale e dotato di buone doti realizzative; grazie alle sue doti tecniche giocava da centravanti ma di fatto era in grado di partecipare attivamente anche alla costruzione dell'azione insieme ai centrocampisti e per questo motivo forniva numerosi assist ai compagni di squadra.
Dal 1963 fino a fine carriera giocò invece come difensore centrale.

## Carriera

### Club
Inizia a giocare da professionista nel 1958 con lo Sp. Luqueño, club della prima divisione paraguaiana. In seguito, dopo il Mondiale svedese del 1958, arriva al Valencia, club della prima divisione spagnola, insieme a diversi altri giocatori sudamericani; inizialmente viene mandato a giocare nella squadra riserve, militante in terza divisione, ma tra il 1959 ed il 1961 gioca in prima squadra, realizzando 15 reti in 32 presenze nella prima divisione spagnola e 11 partite in Coppa di Spagna. All'inizio della stagione 1960-1961 subisce però un grave infortunio al menisco, che gli condiziona pesantemente la carriera: tra il 1961 ed il 1963 gioca infatti nuovamente nella squadra riserve del Valencia (nel frattempo promossa in seconda divisioen), senza peraltro riuscire a trovare continuità (gioca infatti solamente 22 partite nell'arco di due stagioni). Passa poi all'Elche, dove gioca per un'ultima stagione in prima divisione (18 presenze ed una rete). Riuscì poi a giocare per una stagione (4 presenze ed una rete) in seconda divisione con l'Ontinyent e successivamente in terza divisione con il Constancia de Inca.

### Nazionale
Ha partecipato ai Mondiali del 1958.